# Stare Bogaczowice
Pour la gmina, voir Stare Bogaczowice (gmina).
Stare Bogaczowice est une localité polonaise, siège de la gmina de Stare Bogaczowice, située dans le powiat de Wałbrzych en voïvodie de Basse-Silésie.

## Histoire
De 1818 à 1945, Alt Reichenau fait partie de l'arrondissement de Bolkenhain puis à partir de 1934, de l'arrondissement de Waldenburg dans le district de Breslau au sein de la province de Silésie.